# I Love to Sing the Songs I Sing
I Love to Sing the Songs I Sing est un album de Barry White, sorti en 1979 sur le label 20th Century Fox Records (en).

## Liste des chansons
| I Love to Sing the Songs I Sing | I Love to Sing the Songs I Sing              | I Love to Sing the Songs I Sing | I Love to Sing the Songs I Sing | I Love to Sing the Songs I Sing | I Love to Sing the Songs I Sing | I Love to Sing the Songs I Sing | I Love to Sing the Songs I Sing | I Love to Sing the Songs I Sing | I Love to Sing the Songs I Sing |
| No                              | Titre                                        | Durée                           |                                 |                                 |                                 |                                 |                                 |                                 |                                 |
| ------------------------------- | -------------------------------------------- | ------------------------------- | ------------------------------- | ------------------------------- | ------------------------------- | ------------------------------- | ------------------------------- | ------------------------------- | ------------------------------- |
| 1.                              | I Love to Sing the Songs I Sing              | 2:47                            |                                 |                                 |                                 |                                 |                                 |                                 |                                 |
| 2.                              | Girl, What's Your Name                       | 4:08                            |                                 |                                 |                                 |                                 |                                 |                                 |                                 |
| 3.                              | Once Upon a Time (You Were a Friend of Mine) | 6:01                            |                                 |                                 |                                 |                                 |                                 |                                 |                                 |
| 4.                              | Oh Me, Oh My, (I'm Such a Lucky Guy)         | 4:59                            |                                 |                                 |                                 |                                 |                                 |                                 |                                 |
| 5.                              | I Can't Leave You Alone                      | 3:25                            |                                 |                                 |                                 |                                 |                                 |                                 |                                 |
| 6.                              | Call Me, Baby                                | 8:04                            |                                 |                                 |                                 |                                 |                                 |                                 |                                 |
| 7.                              | How Did You Know It Was Me                   | 6:47                            |                                 |                                 |                                 |                                 |                                 |                                 |                                 |
| 36 min 19 s                     |                                              |                                 |                                 |                                 |                                 |                                 |                                 |                                 |                                 |